# Nefrologia
Nefrologia (gr. nephros: „nerka", logia: „nauka”) – dziedzina medycyny zajmująca się diagnostyką, leczeniem niechirurgicznym (w odróżnieniu od urologii) i profilaktyką chorób nerek i dróg moczowych. W Polsce lekarze nefrolodzy są szkoleni w ramach dwóch specjalizacji: nefrologia i nefrologia dziecięca. Konsultantem krajowym nefrologii od 15 października 2016 jest prof. dr hab. n. med. Ryszard Gellert, a nefrologii dziecięcej prof. dr hab. Danuta Zwolińska (od 21 czerwca 2018).